# Josef Hofmann (Schriftsteller)
Josef Theobald Hofmann (* 19. März 1858 in Karlsbad, Böhmen; † 21. Juni 1943 in Karlsbad, Sudetengau) war ein deutschböhmischer Heimatforscher und Schriftsteller.

## Leben
Josef Hofmann war ein Sohn des städtischen Beamten Theobald Josef Hofmann und der Aloisia Hofmann, geb. Thoma. Sein Karlsbader Elternhaus trug den Namen "Weißes Reh".
Er besuchte ab 1870 das Gymnasium in Elbogen und danach die Lehrerbildungsanstalt in Komotau. Anschließend wurde er im August 1879 Aushilfslehrer an der Karlsbader Volks- und Bürgerschule, 1887 Fachlehrer, 1916 Direktor und 1919 trat er in den Ruhestand.
1890 gründete Hofmann eine dreiklassige gewerbliche Fortbildungsschule, die sich 20 Jahre später auf 26 Klassen erweitert hatte. Er war Stadtverordneter in Karlsbad und gründete auch den Karlsbader Gewerbeverein, dessen Mitglied er 38 Jahre lang war. Von 1901 bis 1904 war er Mitglied des böhmischen Landtages.
Hofmann versuchte Zeit seines Erwachsenenlebens die Egerländer Volkskultur, deren Bräuche, Trachten, Handwerke usw., die schon Ende des 19. Jahrhunderts langsam in Vergessenheit gerieten, zu dokumentieren, beschreiben und zu bewahren. Er reiste durch das Egerland, zeichnete, fotografierte, hörte sich Geschichten und Sagen an. Das alles dokumentierte er in seinen zahlreichen Büchern.

## Werke
- Egerländer Histörchen, Scherzreime. 1888
- Lausa Dinga. Gedichte und Geschichten. 1892
- Karlsbads verfallene Gewerbe. 1896
- Vorlagenbätter für Sattler und Riemer. 1897
- Die Barocke in Nordwestböhmen mit besonderer Berücksichtigung der Sct. Maria Magdalenenkirche in Karlsbad und ihres Erbauers Kilian Ignaz Dientzenhofer. 1898
- Münzen und Spielmarken. Gedichte, Scherze und Plaudereien. 1901
- 28 Egerländer Volkslieder. 1901
- Puaplrausen. Scherzreime. 1901
- Volkskunde für Karlsbad und die weitere Umgebung 1906
- Die Nordwestböhmische Volkstracht im 19. Jahrhundert unter besonderer Berücksichtigung des Elbogner Kreises. 1908
- Bürgermeister Kaspar Becher. 1908
- Faschings Einzug, Herrlichkeit und schmachvolles Ende. Ein Fastnachtsspiel in 3 Akten. 1909
- Glückseligs neu's Gaua. Posse, Einakter. 1909
- Aus dem Volksleben Nordwestböhmens. 1910
- Die Engelsburg und deren Umgebung. Geschichtliches, Sagen u. Zeichnungen. 1913
- Hausbachens Braut. Ernste und heitere Gedichte, Lieder, Schwänke, Reden u. Erzählungen. 1914
- 1400 deutsche Hausinschriften. 1918
- Egerländer Volksliederbuch für Vereine. 1919
- A Lediezerl. Egerländer Gedichte, Geschichten, Schwänke und Schnurren. 1919
- Zwischn Suppn u Rindfleisch. Volksstück in 1 Aufzuge. 1919
- Da Haimkaihara. Ein Bild der Nachkriegszeit in 1 Aufzuge. 1919
- S'aischt Gwitta am Aihhimmel. Ein Bild aus dem Leben in 1 Aufzuge. 1919
- Alls as Löi(b)! Ein Lebensbild 1 Aufzuge. 1919
- Wieda Z'sammgfunna. Lustspiel 1 Aufzuge. 1919
- Eine Hamsterfahrt im August 1918 u. a. frohe Wanderungen und Wanderlieder. 1921
- Hamster- und frohe Wanderfahrten. 1921
- Die Volkswehr in Westböhmen (November 1918). Schwank in 1 Aufzuge. 1921
- A Goldichs, tapfas Moudaherz. Lustspiel 1 Aufzuge. 1921
- Am Sct. Niklasau(b)md oder Wer föiat d' Braut haim? Lustspiel in 2 Aufzügen. 1921
- Alta Feindschaft, gunga Löi(b). Schauspiel in 2 Akten. 1921
- Einigfalln oder Wilderer und Förster. Schwank in 1 Aufzuge. 1921
- Winta(r) u Summa. Ein Volksbrauch in 1 Aufzuge. 1921
- 's alt u 's neu' Gau(h)a. Alter deutscher Volksbrauch. 1921
- Da Jungbrunna. Ein Faschingsscherz in 1 Aufzuge. 1921
- Weiwazlist gäiht üwa Teufelslist. Schwank in 1 Aufzuge. 1922
- Er is neat eifasüchte. Lustspiel 1 Aufzuge. 1922
- Dös Gau(h)a föngt gout oa(n)! Posse 1 Aufzuge. 1922
- Der Tanz um den Maibaum. Ein alter deutscher Volksbrauch. 1922
- Ma Uhr gäiht recht! Schwank in 2 Aufzügen. 1922
- 's Herz is a gspaßi's Ding. Ein Liebesspiel in 1 Aufzuge. 1922
- Mir raden üachalandrisch. Geschichten, Gedichte und Schwänke. 1922
- 20 Egerländer Volkslieder. 1923
- Die Volkstracht und ländliche Bauweise des ehemaligen Herrschaftsgebietes Chotieschau und eines Teiles des Kladrauer Herrschaftsgebietes im 19. Jahrhundert. 1923
- Köichla u Räihapüazel. Gedichte und Geschichten in Egerländer Mundart. 1923
- Sie is an Mannan feind. Lustspiel in 2 Aufzügen. 1923
- D'Moudalöi(b) af da falsch(e)n Saitn. Volksstück in 3 Aufzügen mit Gesang und Tanz. 1924
- Egerländer Hochzeitsbräuche um 1830. Dramatisch dargestellt in 9 Aufzügen. 1924
- Sagen der Karlsbader Landschaft. Gesammelt von Josef Hofmann, Gustav Kutschera, Hans Nürnberger u. a. Bildschmuck von Prof. Walter Klemm. 1926
- Schach den Schlicken. Geschichtliche Erzählung aus der Elbogner und Karlsbader Vergangenheit. 1926
- Frauenlist oder Kampf um den Bubikopf. Dramatischer Scherz in 1 Aufzuge. 1926
- Ein Sprudelsalzrummel in Karlsbad im Frühling des Jahres 1767. Dramatische Skizze in 1 Aufzuge. 1927
- Da gel(b) Üwaruack. Schwank in 1 Aufzuge. 1927
- Die ländliche Bauweise, Einrichtung und Volkskunst des 18. und 19. Jahrhunderts der Karlsbader Landschaft. 1928
- Die Hansheilingsage. Ein Spiel in 2 Aufzügen. 1928
- Deutsche Volkstrachten und Volksbräuche in West- und Südböhmen. 1932
- Die Egerländer Heimatdichter. 1935

## Quelle
- Otto Zerlik: Josef Hofmann-Volksbuch, Walther-Heinisch-Verlag, Karlsbad 1938

| Personendaten    | Personendaten                                        |
| ---------------- | ---------------------------------------------------- |
| NAME             | Hofmann, Josef                                       |
| ALTERNATIVNAMEN  | Hofmann, Josef Theobald                              |
| KURZBESCHREIBUNG | deutsch-böhmischer Heimatforscher und Schriftsteller |
| GEBURTSDATUM     | 19. März 1858                                        |
| GEBURTSORT       | Karlsbad                                             |
| STERBEDATUM      | 21. Juni 1943                                        |
| STERBEORT        | Karlsbad                                             |